# Orde de Glòria
L'Orde de Glòria (Rus: Орден Славы - Transliterat: Orden Slavy) és un orde de la Unió Soviètica, creada el 8 de novembre del 1943 per la Presidència del Soviet Suprem de l'URSS i era atorgada a soldats, sots-oficials i tinents d'aviació per accions de valor i coratge en defensa de la Unió Soviètica. La 1a classe també té l'estipulació que la persona ha d'haver actuat en específiques proeses personals. Normalment, la seva concessió portava una promoció al rang.

## Concessió
Segons els estatuts, són aptes per rebre-la els que:
- Entrar en primer lloc a les instal·lacions de l'enemic, per la valentia personal que contribueix a l'èxit de la causa comuna
- Seguir en un tanc incendiat i continuar la tasca de combat
- Salvar una bandera de mans de l'enemic
- Matar 10 oficials o 50 soldats amb l'arma personal
- Destruir 2 tancs de l'enemic amb arma petita
- Destruir entre 1 i 3 tancs amb granades de mà.
- Destruir per foc artiller o de metralladora 3 avions enemics
- Entrar en primer lloc al fortí, trinxera o blindatge enemic, destruint la seva guarnició
- Descobrir els punts febles de l'enemic com a resultat de l'exploració personal
- Capturar un oficial enemic
- Destruir un lloc de vigilància enemic
- Penetrar a una posició enemiga i destruir la metralladora o el llançamines
- Destruir un dipòsit enemic en una sortida nocturna
- Capturar una bandera enemiga en combat, despreocupant-se del perill personal
- Sent ferit, tornar a files un cop realitzades només les primeres cures
- Destruir un avió enemic amb l'arma personal.
- Obrir pas als filferros de l'adversari sota foc enemic
- Ajudar a un ferit durant el combat arriscant la vida
- Aconseguir notícies valuoses de l'enemic mitjançant l'exploració
- Destruir de 2 a 4 caces enemics o de 3 a 6 bombarders (pels pilots)
- Destruir de 2 a 5 tancs enemics, de 3 a 6 locomotores o destruir l'estació ferroviària o almenys 2 avions a terra (pilots)
- Destruir 1 o \d avions enemics (pilots primerencs)
- Destruir una estació ferroviària, un pont, un dipòsit de municions o de combustible, un estat major, una central elèctrica, un vaixell o llanxa militar, un aeròdrom amb almenys 2 avions o minar una presa de dia (tripulacions de bombarders)
- Destruir un dipòsit de munició o combustible, un estat major, una estació ferroviària o un pont (tripulacions de bombarders de proximitat nocturn)
- Destruir una estació ferroviària, un dipòsit de munició o combustible, una construcció portuària, un transport marítim o ferroviària o una fàbrica (tripulacions de bombarders de gran alçada nocturns)
- Tripulacions d'avions de reconeixement per l'èxit en la missió, com a resultat de què es reben dades valuoses de l'enemic.

## Sobre l'Orde
Els estatuts de l'orde van variar parcialment pels Decrets de la Presidència del Consell Superior del 26 de febrer de 1947, del 16 de desembre de 1947 i del 8 d'agost de 1957.
Inicialment es rebia el 3r grau, i subseqüentment s'era promogut al grau següent per accions de valentia posteriors.
La 1a classe ha estat atorgada 2.582 vegades (entre elles, a 4 dones), la 2a 46.362 i la 3a, 948.260 vegades. Tots aquells que aconseguien tots 3 graus eren anomenats Polniy Kavaler Ordenov Slava (Cavaller Absolut de l'Orde de Glòria).
Penja a l'esquerra del pit, i se situa darrere de l'Orde de la Insígnia d'Honor.
El galó és el de l'Orde Tsarista de S. Jordi, i és el mateix per les 3 classes (doncs l'Orde de Glòria es basa directament en l'Orde de Sant Jordi)
Va ser instituït el mateix dia que l'Orde de la Victòria, i era el darrer dels ordes terrestres creats durant els anys de la guerra (després ja només apareixerien els ordes marítims (Uixakov i Nàkhimov)).
L'orde tenia algunes diferències amb la resta:
1. era l'únic destinat exclusivament a tropa i sots-oficials;
2. es concedia per ordre ascendent (un fet que només es repetí als ordes de Glòria Laboral i Pel servei a la Pàtria a les Forces Armades de l'URSS);
3. fins al 1974 va ser l'únic orde atorgat només pels mèrits personals, i mai a les unitats militars, fàbriques o col·lectius;
4. l'estatut preveia l'augment dels cavallers que tinguessin tots 3 graus en un títol que era l'excepció per al sistema honorífic soviètic;
5. els colors repetien els de la cinta de l'orde imperial russa de Sant Jordi (un fet com a mínim inesperat en temps de Stalin);
6. el color i el dibuix de la cinta eren idèntics per a tots 3 graus, una cosa normal durant els Tsars, però que mai no s'havia fet a l'URSS.

L'orde va ser instituïda per la proposta de I.V. Vpervye a Stalin el 20 de juny de 1943, durant les discussions del projecte de l'establiment de l'Orde de la Victòria. El comitè tècnic de la Direcció General d'Intendència de l'Exèrcit Roig, presidida pel tinent general S.V. Aginskij va rebre l'encàrrec a l'agost de 1943, i el 2 d'octubre de 1943, dels 26 esbossos se'n presentaren 4 a Stalin, que escollí el dibuix de N.I. Moskaleva (autor també de l'Orde de Kutuzov, la Medalla dels Partisans i les medalles per la defensa de les ciutats de l'URSS (Leningrad, Stalingrad, Kíev, Odessa, Sebastòpol, Moscou, l'Àrtic, i el Caucas)
Originalment havia de tenir 4 graus, però Stalin preferí que fossin 3; i també va ser ell qui li donà el nom d'"Orde de Glòria", ja que les "victòries sense glòria no ho són".
El dret de concedir l'Orde de 3r grau va ser atorgat als caps de brigada, el 2n grau al comandant d'exèrcit/flotilla i el 1r grau només la Presidència del Consell Superior de l'URSS. Des del 26 de febrer de 1947, només la Presidència del Consell Superior de l'URSS pogué atorgar-la.
El primer a rebre-la va ser el sapador sergent V.S. Malyshev el 13 de novembre de 1943, per destruir una metralladora enemiga (Malyshev encara rebria la 2a Classe).
Les primeres concessions de la 1a classe foren al juliol de 1944, pel sergent major A.K. Shevchenko i pel sapador M.T. Pitenin. Pitenin moriria abans de rebre-la, però Shevchenko va viure fins després de la guerra, obtenint també les Ordes de la Bandera Roja, la Guerra Patriòtica i l'Estrella Roja, sent un fenomen molt estrany que un sergent lluís 6 ordes (la qual cosa ja era estranya entre coronels i generals).
Entre els més de 2.000 Cavallers Absoluts de l'Orde de Glòria, 4 són Herois de la Unió Soviètica:
- Artiller de la Guàrdia Sergent Major A.V. Aleshin
- Pilot Sots-oficial d'Aviació I.G. de Drachenko
- Soldat d'Infanteria de Marina de la Guàrdia P-H. Dubinda
- Artiller Sergent Major N.I. Kuznetsov

A més, 80 cavallers de 2a Classe i 647 de 3a classe són també Herois de la Unió Soviètica.
Entre els cavallers complets de l'orde hi ha 4 dones:
- Franctiradora N.P. Petrova (desapareguda en combat l'1 de maig de 1945)
- Metralladora sergent D.J. Staniliene
- Infermera M.S. Nozdracheva
- Radiotelegrafista starshiná N.A.Zhurkina

L'Orde de Glòria s'extingí després del col·lapse de la Unió Soviètica. Al 2.000, l'Orde de Sant Jordi va resorgir.

## Disseny
La 3a classe és una estrella de 45 mm en plata amb un medalló de 23 mm al mig. El medalló mostra la Torre Spassky coronada per una estrella vermella esmaltada. El medalló també està envoltat per una corona de llorer i un galó vermell esmaltat amb la inscripció "Slava" (Glòria). Al revers hi ha un cercle de 19mm de diàmetre, amb la inscripció "CCCP". També hi pot figurar el nombre de la condecoració.
La 2a Classe i la 1a són idèntiques a la 3a, excepte que el medalló és en plata daurada en la 2a i en or en la 1a classe.
La medalla està suspesa en un galó pentagonal amb 3 barres negres de 5 mm alternades amb dues taronges de 5 mm i una d'1 mm taronja als costats.
| 1a Classe          | 2a Classe          | 3a Classe          |
| ------------------ | ------------------ | ------------------ |
| 1ª classe          | 2ª classe          | 3ª classe          |
| Cinta              |                    |                    |
| Orde de Sant Jordi | Orde de Sant Jordi | Orde de Sant Jordi |